# 이스탄불 바샥셰히르 FK
이스탄불 바샥셰히르 푸트볼 쿨뤼뷔(튀르키예어: İstanbul Başakşehir Futbol Kulübü)는 일반적으로 바샥셰히르(튀르키예어: Başakşehir)라고도 불리며, 튀르키예 이스탄불의 바샥셰히르 지역에 위치한 프로 축구 클럽이다. 활기찬 주황색과 남색으로 유명한 이 클럽은 1990년에 설립되었으며 튀르키예 축구의 최상위 리그인 쉬페르리그에서 경쟁하고 있다.
이 팀은 2014년부터 홈 경기를 홈구장으로 사용해 온 최첨단 바샥셰히르 파티흐 테림 스타디움에서 치른다. 이번 시즌 이스탄불 쉬페르리그에 연고를 둔 6개 클럽 중 하나인 바샥셰히르는 국내 및 유럽 무대에서 경쟁력 있는 팀으로 자리매김했다. 2019-20년 시즌에는 비교적 젊은 역사에서 첫 리그 우승을 차지하며 중요한 이정표를 세웠다.
바샥셰히르는 튀르키예 쿠파스, UEFA 챔피언스리그, UEFA 유로파리그, UEFA 컨퍼런스리그 등 다양한 국내외 대회에 참가하며 튀르키예와 유럽 축구의 일관된 경쟁자가 되겠다는 포부를 보여주고 있다.

## 역사

### 초기
2014년 6월 4일, 클럽은 7명의 주주가 있는 주식회사로 재편되었고, 이스탄불 바샥셰히르 푸트볼 쿨뤼뷔로 이름이 변경되었다. 괵셀 귀뮈쉬다가 창립 회장으로 임명되었다.

### 명성의 상승
2020년 7월 19일, 바샥셰히르는 클럽 역사상 처음으로 튀르키예 쉬페르리그의 챔피언으로 등극했다. 또한 대회 역사상 리그 우승을 차지한 여섯 번째 클럽이자 이스탄불 출신으로는 네 번째로 리그 우승을 차지한 클럽이 되었다.

## 역대 성적

### 국내 리그
- 쉬페르리그
  - 우승: 2019–20
  - 준우승: 2016–17, 2018–19
- 1. Lig
  - 우승: 2013–14
- 2. Lig
  - 우승: 1992–93, 1996–97

### 국내 컵 대회
- 튀르키예 쿠파스
  - 준우승: 2010–11, 2016–17

## 선수 명단

### 현역
참고: FIFA 자격 규정에 따라 소속된 국가대표팀 국기를 표시합니다. 선수는 복수의 FIFA 비회원국 국적을 가지고 있을 수 있습니다.
| 번호 | 포지션 | 국적   | 이름        |
| ---- | ------ | ------ | ----------- |
| 3    | DF     | 가나   | 제롬 오포쿠 |
| 27   | DF     | 세네갈 | 우세이누 바 |

| 번호 | 포지션 | 국적         | 이름                           |
| ---- | ------ | ------------ | ------------------------------ |
| 85   | MF     | 코트디부아르 | 모하메드 체리프 알 하산 포파나 |

## 역대 감독
| 감독              | 임기        |
| ----------------- | ----------- |
| 뷜렌트 코르크마즈 | 2012 ~ 2013 |
| 오칸 부루크       | 2019 ~ 2021 |